# Salma asz-Szihab
Salma asz-Szihab (arab. ‏سلمى الشهاب‎; ur. 1988) – saudyjska studentka, szyitka, skazana na 27 lat więzienia przez saudyjski Specjalny Sąd Karny za udostępnienie na Twitterze treści krytykujących politykę państwa. 
Jest to najdłuższy wyrok więzienia, jaki kiedykolwiek wydano aktywistce na rzecz praw człowieka w Arabii Saudyjskiej.   

## Życie osobiste
W chwili aresztowania w styczniu 2021 r. Asz-Szihab była studentką ostatniego roku stomatologii na Uniwersytecie w Leeds w Wielkiej Brytanii, pracowała jako higienistka stomatologczna, posiadała męża i dwójkę dzieci. 

## Aresztowanie i uwięzienie
W grudniu 2020 r. Asz-Szihab retweetowała kilka postów wzywających do reform w Arabii Saudyjskiej, w tym popierających prawa kobiet do prowadzenia pojazdów, wzywających do uwolnienia lokalnych działaczy, w tym Ludżajn al-Hazlul oraz zakończenia obowiązującego w tym kraju systemu męskiej opieki nad kobietami. 
W związku z tą aktywnością, podczas wakacji w Arabii Saudyjskiej w styczniu 2021 r. Asz-Szihab została aresztowana i początkowo skazana na 6 lat pozbawienia wolności.
Od wyroku odwołał się prokurator argumentując, że jest on "zbyt łagodny względem jej zbrodni". 
W wyniku apelacji 9 sierpnia 2022 r. wyrok zwiększono do 34 lat, powołując się na wielokrotne naruszenia saudyjskich przepisów dotyczących przeciwdziałania terroryzmowi i cyberprzestępczości; następnie 25 stycznia 2023 r. wyrok został skrócony do 27 lat.